# André Beyney
André Beyney (* 27. März 1933 in Nouméa; † 1977 ebenda) war ein französischer Radrennfahrer und nationaler Meister im Radsport.

## Sportliche Laufbahn
Beyney war dreimal, von 1951 bis 1953, französischer Meister im Sprint der Amateure. 1952 wurde er Zweiter im traditionsreichen Sprinterturnier Champion of Champions Trophy hinter Cyril Peacock in London auf der Olympiabahn von Herne Hill von 1948. Im Grand Prix de Paris wurde er ebenfalls Zweiter. Er war für die Olympischen Sommerspiele in Helsinki 1952 bereits nominiert, ein Sturz kurz vor den Spielen verhinderte jedoch seine Teilnahme. Sein bestes Ergebnis bei den UCI-Bahn-Weltmeisterschaften hatte er 1953, als er im Sprint bis ins Halbfinale vordrang.

## Ehrungen
In seiner Heimatstadt ist eine Straße nach ihm benannt.